# Мертл Бич (Јужна Каролина)
Мертл Бич (енгл. Myrtle Beach) град је у америчкој савезној држави Јужна Каролина.

## Демографија
По попису из 2010. године број становника је 27.109, што је 4.35 (19,1%) становника више него 2000. године.
| Група             | 2000.          | 2010.          |
| Белци             | 18.016 (79,2%) | 18.380 (67,8%) |
| Афроамериканци    | 2.903 (12,8%)  | 3.764 (13,9%)  |
| Азијати           | 291 (1,3%)     | 399 (1,5%)     |
| Хиспаноамериканци | 1.062 (4,7%)   | 3.708 (13,7%)  |
| Укупно            | 22.759         | 27.109         |